# Final do Campeonato Europeu de Futsal de 2018
A Final do Campeonato Europeu de Futsal da Eslovénia 2018 aconteceu no dia 10 de fevereiro de 2018, na Arena Stožice, em Ljubljana, Eslovénia.
A Seleção Portuguesa de Futsal repetiu a presença na final da competição, após 2010, e bateu a sete vezes campeã e detentora do troféu, a Espanha, por 3-2 após prolongamento, com o golo de livre direto de Bruno Coelho, a 56.4 segundos do final do prolongamento, devido à 5ª falta de Espanha. Este golo surgiu minutos após a saída de Ricardinho da quadra devido a lesão.

## Detalhes
| 10 Fevereiro 2018 | Portugal                                  | 3-2 (pro.) | Espanha                  | Arena Stožice, Ljubljana |  |
| 19:45             | Ricardinho 1' · Bruno Coelho 38' 49' (LD) | Report     | 18' Marc Tolrà · 31' Lin | Árbitro: Ondřej Černý    |  |

| PORTUGAL:      |    |                   |
|                |    |                   |
| GK             | 12 | André Sousa       |
| ALA            | 6  | Pedro Cary        |
| ALA            | 7  | Bruno Coelho      |
| FIXO           | 9  | João Matos        |
| ALA            | 10 | Ricardinho        |
| Substituições: |    |                   |
| GK             | 1  | Bebé              |
| GK             | 14 | Vítor Hugo        |
| FIXO           | 2  | André Coelho      |
| PIVÔ           | 3  | Tunha             |
| FIXO           | 4  | Nílson Miguel 31' |
| FIXO           | 5  | Fábio Cecílio     |
| ALA            | 8  | Márcio Moreira    |
| ALA            | 11 | Pany Varela       |
| ALA            | 13 | Tiago Brito       |
| ALA            | 11 | Pany Varela       |
| Técnico:       |    |                   |
| Jorge Braz     |    |                   |

| ESPANHA:       |    |                  |     |
|                |    |                  |     |
| GK             | 1  | Paco Sedano      |     |
| FIXO           | 2  | Carlos Ortiz     |     |
| ALA            | 7  | Pola             |     |
| ALA            | 11 | Miguelín         |     |
| PIVÔ           | 14 | Álex Yepes       |     |
| Substituições: |    |                  |     |
| GK             | 13 | Jesús Herrero    |     |
| FIXO           | 3  | Marc Tolrà       |     |
| FIXO           | 4  | Bebé             |     |
| ALA            | 5  | Adolfo Fernández |     |
| ALA            | 8  | Lin              |     |
| ALA            | 9  | Sergio Lozano    |     |
| ALA            | 10 | Rafa Usín        | 46' |
| PIVÔ           | 6  | Francisco Solano |     |
| PIVÔ           | 15 | Joselito         |     |
| Técnico:       |    |                  |     |
| Venancio López |    |                  |     |

| - Segundo Árbitro República Checa Saša Tomić - Terceiro Árbitro Alessandro Malfer - Marcador de tempo Josip Barton |